# Cédric Bertorelle
Cédric Bertorelle, né le 19 mars 1978, à Albi, en France, est un ancien joueur français de basket-ball. Il évolue au poste d'ailier. Il est le neveu de Louis Bertorelle.

## Palmarès
- Finaliste du championnat d'Europe des 18 ans et moins 1996
- 🥇 Champion de France N2
- vainqueur de la coupe de France
- Champion de France N2